# Antonio Okada
Antonio M. Okada –conocido como Tony Okada– (Anaheim, 10 de enero de 1973) es un deportista estadounidense que compitió en judo. Ganó una medalla de oro en el Campeonato Panamericano de Judo de 1992 en la categoría de –60 kg.
Participó en los Juegos Olímpicos de Barcelona 1992, donde finalizó trigésimo quinto en la categoría de –60 kg.

## Palmarés internacional
| Campeonato Panamericano | Campeonato Panamericano | Campeonato Panamericano | Campeonato Panamericano |
| Año                     | Lugar                   | Medalla                 | Categoría               |
| ----------------------- | ----------------------- | ----------------------- | ----------------------- |
| 1992                    | Hamilton (Canadá)       | Medalla de oro          | –60 kg                  |